# محمد دادخواه
محمد دادخواه (زادهٔ ۲۸ مارس ۱۹۱۰ - درگذشتهٔ ۲۸ مارس ۱۹۸۰) تمبرشناس اهل ایران بود.